# Ga sân bay Burbank (Đường sắt cao tốc California)
Ga sân bay Burbank là một ga nằm trong hệ thống Đường sắt cao tốc California được đề xuất xây dựng ở Burbank, California, đặt tại Sân bay Hollywood Burbank, sẽ được xây dựng ở góc phần tư phía đông bắc của sân bay. Địa điểm xây dựng nhà ga được bao quanh bởi Phố Cohasset ở phía bắc, Đại lộ Winona ở phía nam và Đường Hollywood dọc theo đầu phía đông của khu sân bay.
Nhà ga kết nối Palmdale với Burbank và Burbank với Los Angeles cùng với các phần trong dự án tuyến đường sắt cao tốc California. Nhà ga chủ yếu nằm dưới lòng đất, nhưng có một tòa nhà trên cao và sẽ kết nối nhà ga với khu phức hợp nhà ga sân bay đã được di dời.
Các kế hoạch yêu cầu các đường hầm tiếp cận và hộp nhà ga hầu hết được xây dựng bằng phương pháp cắt và che — ngoại trừ những phần nằm dưới đường lăn D và đường băng 8-26, sẽ được xây dựng bằng Phương pháp khai thác tuần tự (SEM) để tránh sụt lún mặt đất.
Ga HSR được đề xuất tách biệt với ga Metrolink gần đó trên Tuyến Thung lũng Antelope, được gọi là Sân bay Burbank–Ga phía Bắc. Cơ quan quản lý sân bay điều hành dịch vụ đưa đón "theo yêu cầu" giữa nhà ga hiện tại và ga Metrolink này, nằm ngay phía đông bắc sân bay.
Có một ga Metrolink/Amtrak chung nhau ngay phía nam sân bay — được biết đến thông qua Tuyến Ventura County của Metrolink với tên gọi Sân bay Burbank–Nam và đi qua Sân bay Hollywood Burbank thông qua các chuyến tàu của Amtrak trên tuyến Pacific Surfliner. Khoảng cách của nhà ga đó có thể đi bộ đến nhà ga hiện tại của sân bay, nhưng sẽ xa hơn đáng kể khi nhà ga mới được mở cửa.